# Tyrick Mitchell
Tyrick Kwon Mitchell (Londen, 1 september 1999) is een Engels voetballer die doorgaans speelt als linksback. In juli 2020 debuteerde hij voor Crystal Palace. Mitchell maakte in 2022 zijn debuut in het Engels voetbalelftal.

## Clubcarrière
Mitchell speelde in de jeugd van AFC Wembley en Brentford, voor hij terechtkwam in de jeugdopleiding van Crystal Palace. Hier maakte hij zijn debuut op 4 juli 2020, toen gespeeld werd tegen Leicester City. Kelechi Iheanacho opende de score in het duel en door twee doelpunten van Jamie Vardy won Leicester het duel met 3–0. Mitchell begon aan het duel als reservespeler en hij mocht van coach Roy Hodgson zeven minuten voor tijd invallen voor Patrick van Aanholt. In april 2021 werd de verbintenis van Mitchell opengebroken en verlengd tot en met het seizoen 2024/25. Vanaf de zomer van 2021 was hij basisspeler en hij miste in de drie seizoenen erop in totaal slechts vijf competitiewedstrijden. Zijn contract werd later verlengd tot medio 2027.

## Clubstatistieken
| Seizoen | Club           | Competitie     | Competitie | Competitie | Beker | Beker | Internationaal | Internationaal | Totaal | Totaal |
| Seizoen | Club           | Competitie     | Wed.       | Dlp.       | Wed.  | Dlp.  | Wed.           | Dlp.           | Wed.   | Dlp.   |
| ------- | -------------- | -------------- | ---------- | ---------- | ----- | ----- | -------------- | -------------- | ------ | ------ |
| 2019/20 | Crystal Palace | Premier League | 4          | 0          | 0     | 0     | —              | —              | 4      | 0      |
| 2020/21 | Crystal Palace | Premier League | 19         | 1          | 1     | 0     | —              | —              | 20     | 1      |
| 2021/22 | Crystal Palace | Premier League | 36         | 0          | 5     | 0     | —              | —              | 41     | 0      |
| 2022/23 | Crystal Palace | Premier League | 36         | 0          | 2     | 0     | —              | —              | 38     | 0      |
| 2023/24 | Crystal Palace | Premier League | 37         | 2          | 4     | 0     | —              | —              | 41     | 2      |
| 2024/25 | Crystal Palace | Premier League | 37         | 0          | 8     | 0     | —              | —              | 45     | 0      |
| Totaal  | Totaal         | Totaal         | 169        | 3          | 20    | 0     | 0              | 0              | 189    | 3      |

Bijgewerkt op 7 juli 2025.

## Interlandcarrière
Mitchell maakte op 26 maart 2022 zijn debuut in het Engels voetbalelftal toen met 2–1 gewonnen werd van Zwitserland in een vriendschappelijke wedstrijd. Breel Embolo scoorde voor dat land, waarna Luke Shaw en Harry Kane de Engelse goals verzorgden. Mitchell moest van bondscoach Gareth Southgate als reservespeler aan het duel beginnen en mocht zestien minuten na rust invallen voor Shaw. De andere Engelse debutanten dit duel waren Marc Guéhi (eveneens Crystal Palace) en Kyle Walker-Peters (Southampton).
| Interlands van Tyrick Mitchell voor Engeland | Interlands van Tyrick Mitchell voor Engeland | Interlands van Tyrick Mitchell voor Engeland | Interlands van Tyrick Mitchell voor Engeland | Interlands van Tyrick Mitchell voor Engeland | Interlands van Tyrick Mitchell voor Engeland | Interlands van Tyrick Mitchell voor Engeland |
| №                                            | Datum                                        | Wedstrijd                                    | Uitslag                                      | Competitie                                   | Goals                                        |                                              |
| Als speler bij Crystal Palace                | Als speler bij Crystal Palace                | Als speler bij Crystal Palace                | Als speler bij Crystal Palace                | Als speler bij Crystal Palace                | Als speler bij Crystal Palace                | Als speler bij Crystal Palace                |
| -------------------------------------------- | -------------------------------------------- | -------------------------------------------- | -------------------------------------------- | -------------------------------------------- | -------------------------------------------- | -------------------------------------------- |
| 1                                            | 26 maart 2022                                | Engeland – Zwitserland                       | 2 – 1                                        | Vriendschappelijk                            |                                              |                                              |
| 2                                            | 29 maart 2022                                | Engeland – Ivoorkust                         | 3 – 0                                        | Vriendschappelijk                            |                                              |                                              |

Bijgewerkt op 7 juli 2025.